# Peter Nuottaniemi
Malte Bernt Peter Nuottaniemi, född 18 augusti 1970 i Luleå, är en svensk basist och låtskrivare. Han är basist i The Bear Quartet. Som en av bandets två huvudsakliga låtskrivare har Nuottaniemi gått från att både skriva text och musik på bandets tidiga skivor till att främst ägna sig åt textförfattande.
Åtminstone 2004 var han med i bandet Container of Love och 2010 offentliggjordes även hans nya band The Bells.
Nuottaniemis texter beskriver ofta utanförskap, problematiserad kärlek och relation till hembygden, till exempel i Revisited och It Only Takes a Flashlight to Create a Monster. 